# Joseph Taylor
Joseph Taylor (27 marzo 1851 – 5 ottobre 1888) è stato un calciatore scozzese, di ruolo difensore.

## Carriera

### Nazionale
Fece parte della Nazionale scozzese che partecipò al primo incontro fra Nazionali di tutti i tempi.

## Statistiche

### Cronologia presenze e reti in Nazionale
| Cronologia completa delle presenze e delle reti in nazionale ― Scozia | Cronologia completa delle presenze e delle reti in nazionale ― Scozia | Cronologia completa delle presenze e delle reti in nazionale ― Scozia | Cronologia completa delle presenze e delle reti in nazionale ― Scozia | Cronologia completa delle presenze e delle reti in nazionale ― Scozia | Cronologia completa delle presenze e delle reti in nazionale ― Scozia | Cronologia completa delle presenze e delle reti in nazionale ― Scozia | Cronologia completa delle presenze e delle reti in nazionale ― Scozia |
| Data                                                                  | Città                                                                 | In casa                                                               | Risultato                                                             | Ospiti                                                                | Competizione                                                          | Reti                                                                  | Note                                                                  |
| --------------------------------------------------------------------- | --------------------------------------------------------------------- | --------------------------------------------------------------------- | --------------------------------------------------------------------- | --------------------------------------------------------------------- | --------------------------------------------------------------------- | --------------------------------------------------------------------- | --------------------------------------------------------------------- |
| 30-11-1872                                                            | Glasgow                                                               | Scozia                                                                | 0 – 0                                                                 | Inghilterra                                                           | Amichevole                                                            | 0                                                                     | Prima partita tra nazionali di tutti i tempi                          |
| 8-3-1873                                                              | Londra                                                                | Inghilterra                                                           | 4 – 2                                                                 | Scozia                                                                | Amichevole                                                            | 0                                                                     | Prima sconfitta della nazionale scozzese                              |
| 7-3-1874                                                              | Glasgow                                                               | Scozia                                                                | 2 – 1                                                                 | Inghilterra                                                           | Amichevole                                                            | 0                                                                     | Prima vittoria della nazionale scozzese                               |
| 6-3-1875                                                              | Londra                                                                | Inghilterra                                                           | 2 – 2                                                                 | Scozia                                                                | Amichevole                                                            | 0                                                                     |                                                                       |
| 4-3-1876                                                              | Glasgow                                                               | Scozia                                                                | 3 – 0                                                                 | Inghilterra                                                           | Amichevole                                                            | 0                                                                     |                                                                       |
| 25-3-1876                                                             | Glasgow                                                               | Scozia                                                                | 4 – 0                                                                 | Galles                                                                | Amichevole                                                            | 0                                                                     | Prima amichevole ufficiale della nazionale del Galles                 |
| Totale                                                                |                                                                       | Presenze                                                              | 6                                                                     |                                                                       | Reti                                                                  | 0                                                                     |                                                                       |

## Palmarès
- Coppa di Scozia: 3

Queen's Park:1873-1874, 1874-1875, 1875-1876